# 雨森三右衛門
雨森 三右衛門（あめのもり さんえもん生没年不詳）は、戦国時代から安土桃山時代の武将。

## 経歴
大坂夏の陣の誉田の戦いでは毛利勝永隊の鉄砲衆の大将として活躍、一兵の損失もなく大坂城へ戻った。天王寺の戦いでは本多忠朝を討ち取るなどと活躍した。夏の陣後には松平忠知に召抱えられる。